# شعب مايدو
مايدو؛ شعب أمريكي أصلي في شمال كاليفورنيا. يقيمون في وسط سييرا نيفادا، في منطقة مستجمعات المياه في نهري الريش والأنهار الأمريكية وفي وادي هومبوغ. في لغات مايدوان، مايدو تعني "رجل".

خريطة شعوب مايدو

## التقسيم المحلي
يتوزع شعب مايدو جغرافيًا إلى العديد من المجموعات الفرعية أو مجموعات تعيش فيما بينها وتتعرف على وديان وسفوح وجبال منفصلة في شمال شرق وسط كاليفورنيا. الفئات الفرعية الثلاث لـمايدو هي:
- احتل نهر نيسينان أو مايدو الجنوبي كامل مجاري نهر أمريكا ونهر بير ونهر يوبا. إنهم يعيشون في الأراضي التي كانت في السابق موطنًا لعائلة مارتيس.[3]
- الشمال الشرقي أو جبل مايدو، المعروف أيضًا باسم يماني مايدو، عاش على الشوكات الشمالية العليا والوسطى لنهر الريش.
- احتل الكونكو (كويومكاوي/كونكاو) واديًا يقع بين شيروكي الحالية وبولجا، على طول التفرع الشمالي لنهر فيذر وروافده. يعيش ميشوبدا في منطقة شيكو، كاليفورنيا.

## سكان

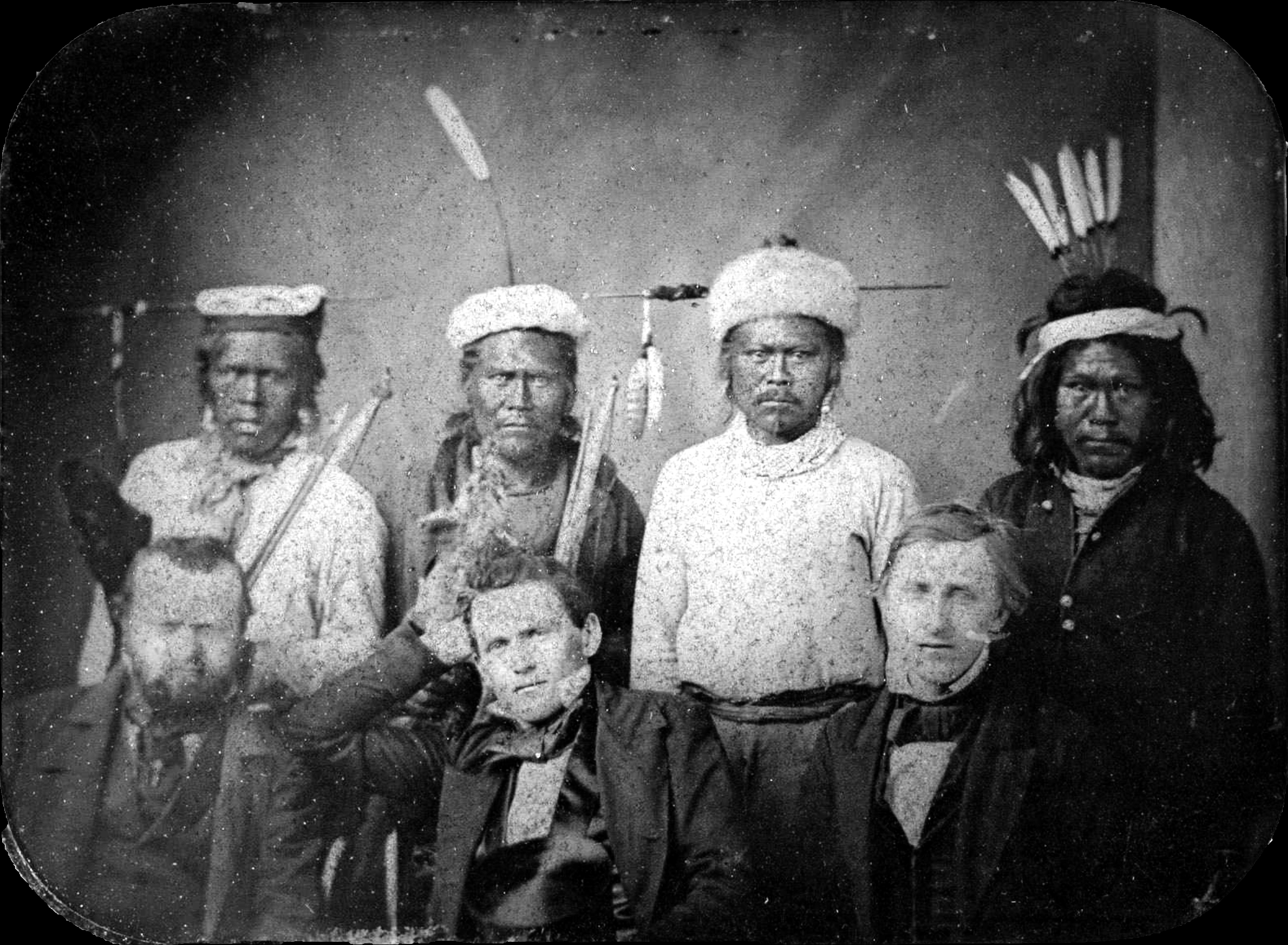
العنوان الأصلي: رؤساء مايدو مع مفوضي المعاهدة -ووزنكرافت هو الجبهة المركزية؛ حوالي 1 أغسطس 1851 في رانشو أرويو شيكو.

تباينت تقديرات أعداد السكان قبل الاتصال بمعظم المجموعات الأصلية في كاليفورنيا بشكل كبير. قدر ألفريد إل كروبر عدد سكان مايدو 1770 نسمة (بما في ذلك كونكو ونيسينان) بـ 9000 نسمة. ورفع شيربورن إف كوك هذا الرّقم قليلاً إلى 9500.
أفاد كروبر أن عدد سكان مايدو عام 1910 بلغ 1100 نسمة. أحصى تعداد عام 1930 حيث كان عددهم 93 فقط، بعد الهلاك بسبب الأمراض المعدية والاضطرابات الاجتماعية. اعتبارًا من عام 1995، تزايد عدد سكّان مايدو إلى ما يقدر بـ 3500 نسمة.

## ثقافة

### صناعة السلال والسلال
كانت نساء مايدو صانعات سلال مثاليّات، حيث نسجن سلالًا مُفصلة للغاية ومفيدة بأحجام تتراوح من الكشتبانات إلى السّلال الضخمة التي يبلغ قطرها عشرة أقدام أو أكثر. نسج بعض هذه السلال دقيق بشكل جيد جدًا بحيث يلزم استخدام عدسة مكبّرة لرؤية الخيوط. إضافةً لصنع سلال منسوجة بشكل محكم ومضادّة للماء والحرارة للطهي، فقد صنعوا سلال تخزين كبيرة، وأوعية، وصواني ضحلة، وفخاخ، ومهود، وقبعات، ومضارب بذور. واستخدموا عشرات الأنواع المختلفة من سيقان النّباتات البريّة ولحاءها وجذورها وأوراقها. بعض الأنواع الأكثر شيوعًا كانت جذور السرخس، واللحاء الأحمر للبرعم الأحمر، وأغصان الصّفصاف الأبيض وجذور التّول، وأغصان البندق، وأوراق اليوكا، والقواعد الشعبية للمستنقعات البنية، وجذور البردي. واستغلالًا لهذه الأنواع المختلفة من النّباتات، قامت النّساء بعمل تصميمات هندسية على سلالهن باللون الأحمر أو الأسود أو الأبيض أو البني أو البني الداكن.
تشرح ماري بوتس، إحدى كبار السّن في مايدو، "تم استخدام نظامي الّلف والتوأمة، وكانت المنتجات في بعض الأحيان مزخرفة بشكل رائع وفقًا لإبداع ومهارة من يحيكها والمواد المتاحة، مثل ريش الطّيور ذات الريش الزاهي، والأصداف، والريشات، والبذور أو الخرز - تقريبًا أي شيء يمكن ربطه."

### الكفاف

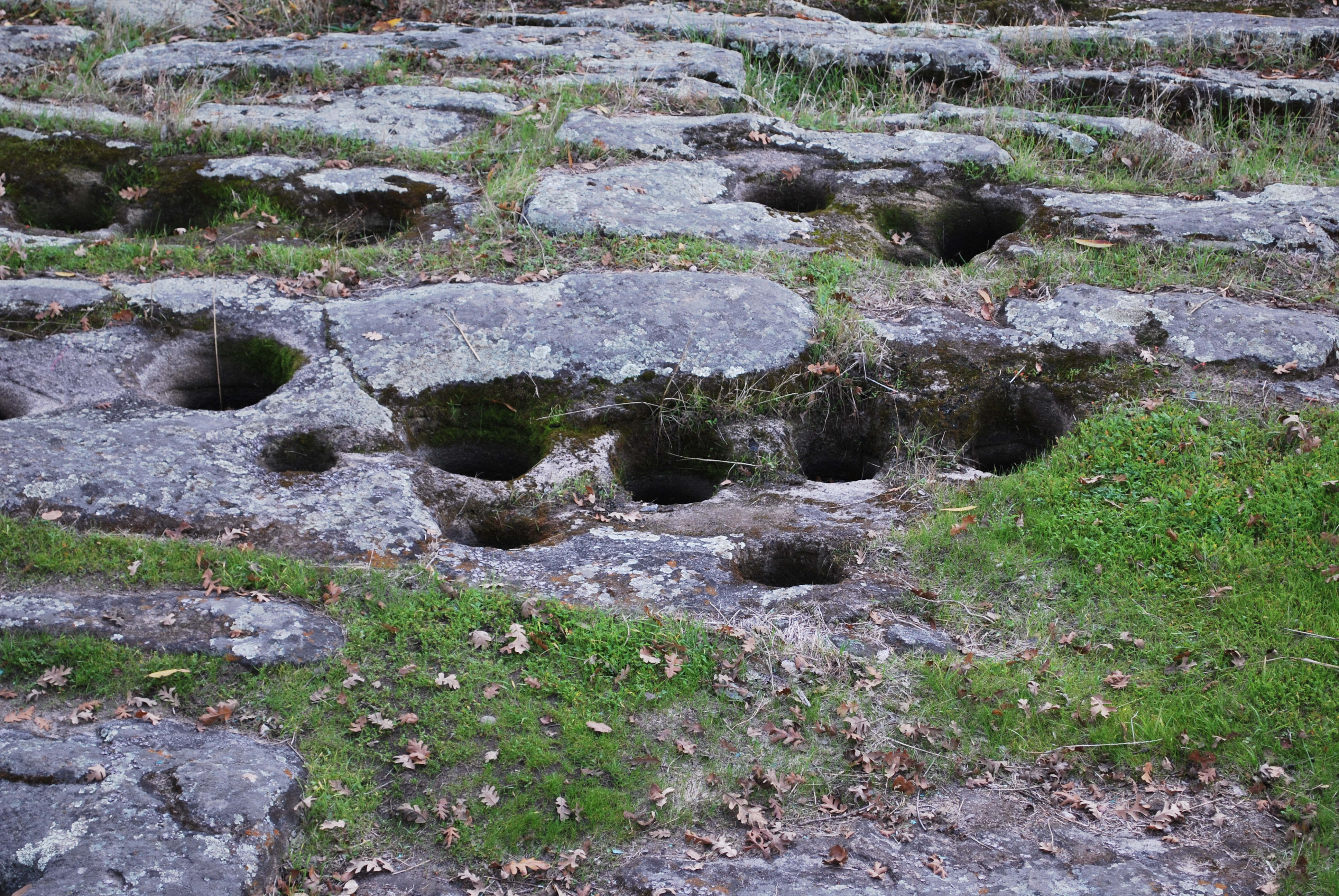
طحن بقذائف الهاون في الصخور الصلبة بالقرب من مجرى مائي

كالعديد من قبائل كاليفورنيا الأخرى، كان المايدو صيّادين وجامعي الثمار ولم يقوموا بالزّراعة. لقد مارسوا تنظيف أماكن تجمعهم باستخدام النار كأداة أساسية لهذا الغرض. لقد اعتنوا بساتين أشجار البلوط المحلية لتعظيم إنتاج الجوز، والذي كان العنصر الغذائي الرئيسي لهم بعد معالجته وإعداده.

وفقًا لما قالته مايدو الأكبر ماري بوتس:
كان تحضير الجوز كطعام عمليّّة طويلة وشاقة تقوم بها النساء والأطفال. كان لا بد من تقشير الجوز وتنظيفه ثم طحنه وتحويله إلى وجبة. ويتم ذلك عن طريق دقّها بمدقّة على سطح صلب، وهو حجر مجوف عمومًا. تمّ ترشيح حمض التّانيك الموجود في الجوز بنشر الوجبة بسلاسة على طبقة من إبر الصنوبر التي وضعت فوق الرمال. كانوا يضعون أغصان الأرز أو التّنوب على الوجبة وسكب الماء الدّافئ في كل مكان، وهي عملية استغرقت عدّة ساعات، حيث قامت الأغصان بتوزيع الماء بالتساوي وإضفاء النكهة على الوجبة.
استغل شعب مايدو وفرة الجوز لتخزين كميات كبيرة للأوقات الصعبة. تم إنشاء مخازن حبوب البلوط فوق الأرض بواسطة النساجين.
بجانب الجوز، الذي يوفر النشا والدهون الغذائيين، أكمل مايدو نظامهم الغذائي بالجوز بجذور أو درنات صالحة للأكل (والتي أطلق عليها المهاجرون الأوروبيون لقب "هنود الحفار")، ونباتات ودرنات أخرى. قامت النّساء والأطفال أيضًا بجمع البذور من العديد من النّباتات المزهرة، كما جمعوا الدّيدان من الزّهور البرّية كجزء من نظامهم الغذائي. كان الرّجال يصطادون الغزلان والأيائل والظّباء والطّرائد الصّغيرة ضمن نظامٍ روحي يحترم وجود الحيوانات. اصطاد الرجال الأسماك من العديد من الجداول والأنهار، لأنها كانت مصدرًا رئيسيًا للبروتين. تم جمع سمك السّلمون عندما وصلوا إلى أعلى النهر لتفرخ. كانت الأسماك الأخرى متاحة طوال العام.

### السكن
قام المايدو ببناء مساكنهم جزئيًا تحت الأرض، للحصول على الحماية من البرد أعلى التلال والجبال على وجه الخصوص. كانت منازلهم عبارة عن هياكل دائرية كبيرة يبلغ قطرها من اثني عشر إلى ثمانية عشر قدمًا، مع أرضيات محفورة على عمق ثلاثة أقدام تحت مستوى سطح الأرض. بمجرد حفر أرضية المنزل، تمّ بناء إطار عمود. كانت مغطّاة بألواح لحاء الصنوبر. تمّ وضع طبقة قويّة من الأرضية على طول قاعدة الهيكل. تم تجهيز حريق مركزي في المنزل على مستوى الأرض. كان يحتوي على حفرة مبطنة بالحجارة وبلاط من الصخر لحفظ الحرارة لإعداد الطعام.
بالنسبة للمسكن الصّيفي، تم بناء هيكل مختلف من الفروع المقطوعة المربوطة معًا وتثبيتها على أعمدة الشجيرات، ثم تغطيتها بالفرشاة والتّربة. تمّ بناء الملاجئ الصّيفية بحيث تكون الفتحة الرئيسيّة متّجهة إلى الشّرق لالتقاط شروق الشمس وتجنب حرارة شمس الظهيرة.

### التنظيم اجتماعيًّا
عاش شعب مايدو في قرى صغيرة أو مجموعات بدون تنظيم سياسي مركزي. وعادة ما يتم اختيار القادة من بين مجموعة الرجال الذين يترأّسون طائفة كوكسو المحلّية. لم يمارسوا السّلطة اليومية، لكنّهم كانوا مسؤولين بشكل أساسي عن تسوية النّزاعات الدّاخلية والتّفاوض بشأن المسائل التي تنشأ بين القرى.

### دِين
كان التّقليد الديني الأساسي معروفًا باسم عبادة كوكسو. كان هذا النّظام الدّيني في وسط كاليفورنيا يعتمد على مجتمع سرّي ذكوري. وقد تميّزت برقصات كوكسو أو "الرأس الكبير". تقول ماري ماسون بوتس، شيخ مايدو، إن شعب مايدو تقليديًا شعب موحد: "استقبلوا شروق الشّمس بصلاة الشّكر؛ عند الظهر توقفوا للتأمل، وعند غروب الشمس، تواصلوا مع كاديابام وقدموا الشّكر على النعم طوال اليوم. "  كان احتفال الربيع التقليدي لمايدو هو رقصة الدّب عندما كرّم مايدو الدب الخارج من السّبات. يرمز سبات الدّب وبقائه على قيد الحياة خلال فصل الشّتاء إلى مثابرة مايدو، الذي تعرف على الحيوان روحيًا.نظام عبادة كوكسو تبعه أيضًا بومو وباتوين بين وينتون. وفي وقت لاحق، أجبروا على اعتناق المسيحية، لكنهم احتفظوا في كثير من الأحيان بعناصر من ممارساتهم التّقليدية.

### الروايات التقليدية
تبرز قصص صانع العالم وTrickster بشكل خاص في روايات مايدو التقليدية.

### اللغات
تحدّث المايدو لغة يعتقد بعض الّلغويين أنها مرتبطة بالعائلة البنوتية. في حين أن جميع أفراد قبيلة مايدو كانوا يتحدّثون شكلاً من أشكال هذه الّلغة، إلا أنّ القواعد النّحوية وتركيب الجملة والمفردات اختلفت بدرجة كافية، حيث أن أفراد مايدو الذين تفصلهم مسافات كبيرة أو بسبب السّمات الجغرافية التي تثبط السّفر قد يتحدثون لهجات كانت غير مفهومة تقريبًا.
الأقسام الأربعة الرئيسيّة للغة كانت شمال شرق مايدو أو ياموني مايدو (المعروفة ببساطة باسم مايدو)؛ جنوب مايدو أو نيسنان؛ شمال غرب مايدو أو كونكوف ؛ ووادي مايدو أو شيكو.

### الفن الصخري
يسكن مايدو مناطق في شمال شرق سييرا نيفادا. عُثر هنالك على العديد من الأمثلة على الفن الصّخري والنقوش الصخرية الأصلية. العلماء غير متأكدين ممّا إذا كانت هذه تعود إلى مجموعات سكّانية أصليّة سابقة أو تمّ إنشاؤها بواسطة شعب مايدو. قام مايدو بدمج هذه الأعمال في نظامهم الثّقافي، ويعتقدون أن مثل هذه الأعمال الفنية هي طاقات حية حقيقية تشكل جزءًا لا يتجزأ من عالمهم.

## القبائل

### معترف بها على المستوى الفيدرالي
- بيري كريك رانشيريا من هنود مايدو
- مؤسسة رانشيريا التابعة لهنود مايدو في كاليفورنيا
- جرينفيل رانشيريا من هنود مايدو في كاليفورنيا
- Mechoopda قبيلة هندية من شيكو رانشيريا
- مورتاون رانشيريا من هنود مايدو في كاليفورنيا
- فرقة شينغل سبرينغز من هنود ميوك، شينغل سبرينغز رانشيريا (منطقة فيرونا)
- سوزانفيل رانشيريا الهندية
- مجتمع أوبورن الهندي المتحد في أوبورن رانشيريا

### غير معترف بها فيدراليًا
- قبيلة بحيرة العسل مايدو
- فرقة وادي كونكو لهنود مايدو [14]
- نيسنان من مدينة نيفادا رانشيريا
- فرقة وادي الفراولة في باكانياني مايدو (ويعرف أيضًا باسم ستروبيري فالي رانشيريا).[15]
- قبيلة تسي أكيم مايدو من تايلورسفيل رانشيريا.
- أمة مايدو المتحدة.
- قبيلة كولفاكس-تودز فالي الموحدة من كولفاكس رانشيريا.[16]

## أشخاص بارزون في مايدو
- دالبرت كاسترو ( نيسينان )، فنان، رسام.[17]
- والاس كلارك (كويومكاوي ييبوم)، الفنون التقليدية.
- فرانك داي (كونكو)، فنان.
- هاري فونسيكا (نيسينان/ميوك)، فنان، رسام.
- جانيس جولد (كونكو مايدو)، فنانة.
- جوديث لوري (جبل مايدو/ أتشوماوي )، فنانة، رسامة.
- جاكوب أ. ميدرز (ميشوبدا-كونكو)، رسام، صانع طباعة، فنان تركيب.[18]
- ماري ماسون بوتس (جبل مايدو)، صحفية وناشطة.
- فرانك تاتل (كونكو مايدو)، [19] فنان، ومسؤول احتفالي.

## ملحوظات
1. ↑  The treaty the commissioners negotiated, designated treaty G in the linked list,[4]:26-28[5] was not ratified by the U.S. Senate and was placed under seal,[6] but the lands in question were considered to be a cession to the U.S. Federal government.[5]

## روابط خارجية
- نيسنان
- زعماء مايدو مع مفوضي المعاهدة، يوليو/أغسطس 1851 نسخة محفوظة 26 مايو 2015 على موقع واي باك مشين.
- هنود مايدو ومفوضو المعاهدة ؛ الصورة الأصلية في منزل جورج ايستمان.